# 독재자

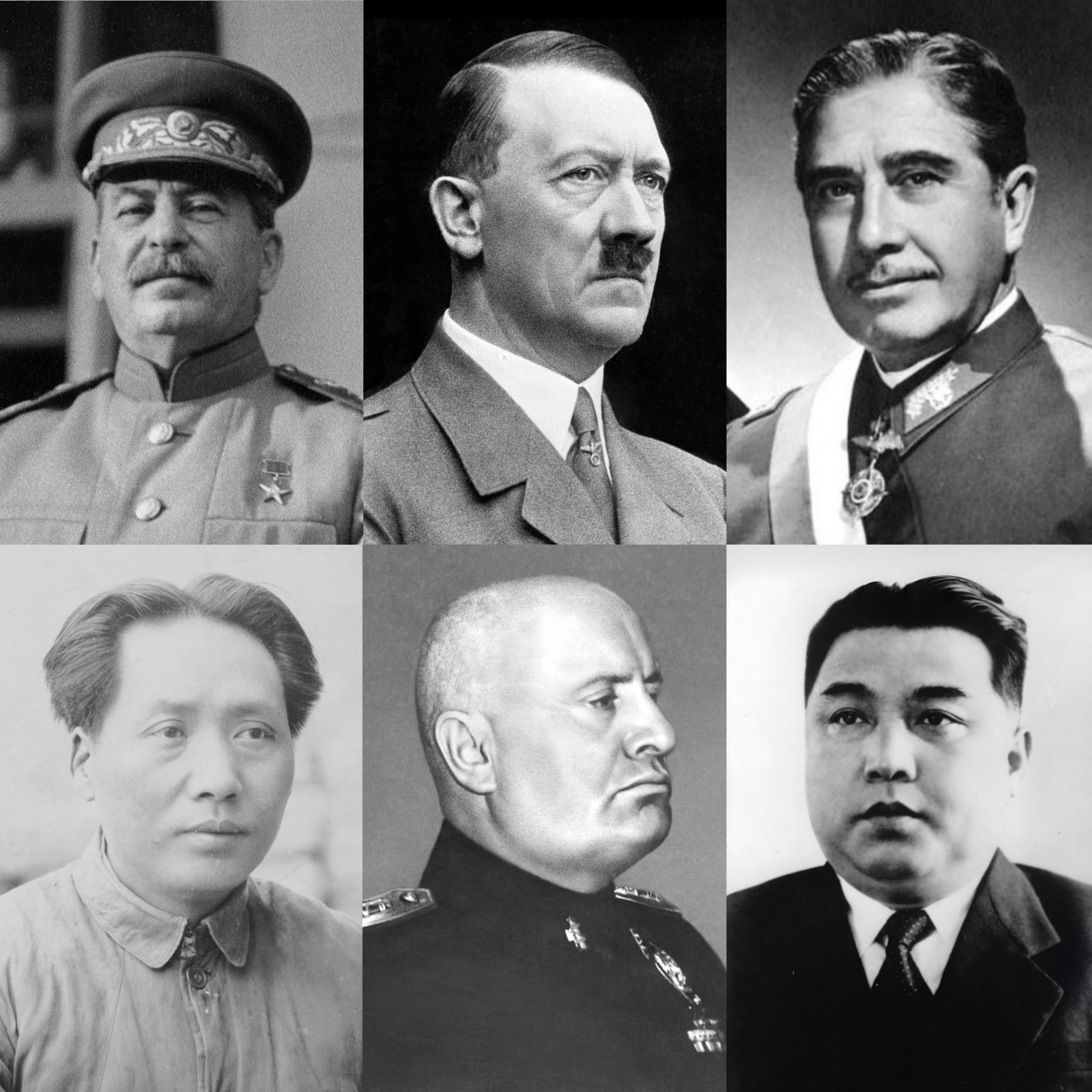
20세기 세계의 독재자들

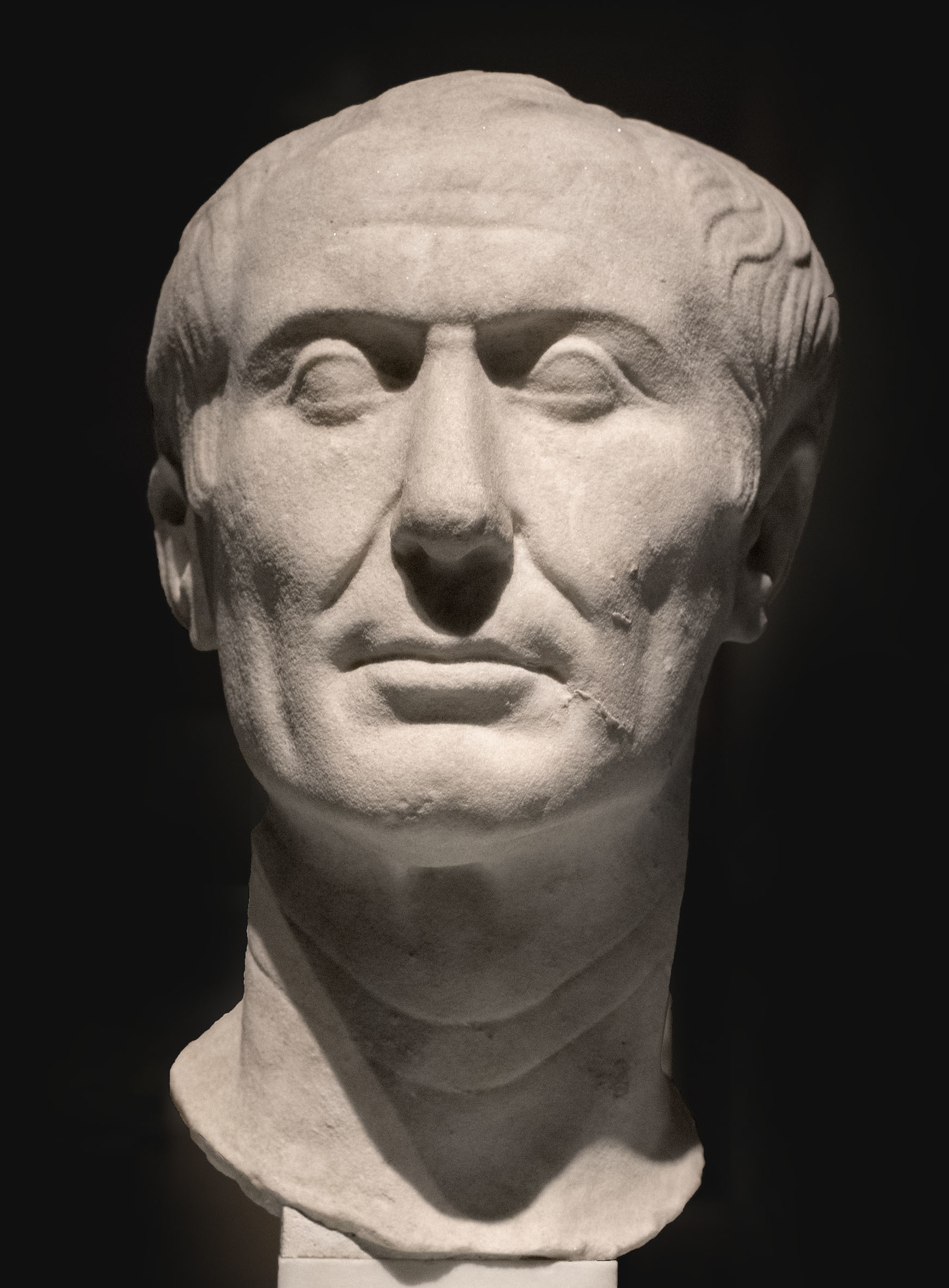
율리우스 카이사르는 고대 로마에서 반대자들을 따돌리고 종신 독재관으로 자리매김했다.

독재자(獨裁者, 영어: dictator)는 독재 정치에서 국정을 조종할 수 있는 강력한 권한을 가진 인물이다. 여러 권력이 집중되고 있는 인물을 가리키는 용어로도 불린다. 합법적으로 선출된 형태라 하더라도, 문제는 정치 체계로서의 독재제는 독재자의 폭주에 대한 견제 기능이 없다는 것이며, 항상 폭정으로 변모할 위험을 내포하고 있다.
독재자가 폭정을 실시할 경우, 나라가 매우 불안정해지며, 국민의 생명은 위험에 처하게 된다. 독재자 역시 예외는 아니다. 독재자 본인은 항상 정적으로부터의 암살 위협에 시달리며, 독재자 아래의 권력층도 항상 독재자로부터의 숙청 위험에 노출되어 있다. 또한 많은 경우, 언론의 자유 침해는 부수적으로 따르게 된다. 보도 기관은 통제되고, 일반 국민도 자유롭게 의견을 말할 권리가 크게 위축된다.
독재자는 대부분 야당과 정적에게 잔인하며 암살, 납치, 고문 등을 자행한다.
독재자는 일반적으로 민족과 국가를 자신과 동일시한다. 그래서 국민들에게 필요 이상의 애국심을 강요한다. 그리고 자신에 반대하는 사람을 민족, 국가의 배반자로 탄압하는 경향이 있다. 또, 국민의 불만을 빗나가게 하기 위해 의도적으로 반대파를 탄압하는 경우도 많다.
독재자와 전제군주의 차이는 여러 설이 있지만, 독재자는 쿠데타, 선거, 위임 등으로 선출된 인물이고, 전제군주는 세습과 군사력으로 지위에 오른 인물로 보는 견해가 있다. 그러나 독재자 중에는 분명히 세습이나 군사력으로 지위에 오른, 실질적으로는 전제군주라고 할 수 있는 인물도 있다. 그러한 독재자는 부정선거, 혹은 의회의 의결을 폭력으로 강제하는 등, 다수의 의견을 반영하고 있다는 위장을 하는 경우가 많다. 때문에 독재자의 이전 직업에는 장성급 장교가 매우 많다.

## 같이 보기
- 독재
- 국가원수
- 군주제
- 대통령